# Heaven 17
Gli Heaven 17 sono un gruppo musicale synthpop britannico nato a Sheffield nei primi anni Ottanta. Il loro nome prende spunto da una band immaginaria presente nel romanzo Arancia meccanica.

## Storia
In origine composti dai tastieristi Martyn Ware e Ian Craig Marsh (provenienti dagli Human League) e dal cantante Glenn Gregory, dal 2007 si avvalgono della collaborazione della vocalist Billie Godfrey. Marsh ha abbandonato la formazione ufficialmente nel 2008.
Il gruppo raggiunse la grande popolarità nei primi anni Ottanta per i singoli Let Me Go, Trouble e Temptation, quest'ultimo impreziosito dalla voce di Carol Kenyon: Temptation fu poi ripreso dalla band gothic metal britannica Cradle of Filth nel loro album Thornography.

## Formazione

### Formazione attuale
- Martyn Ware - tastiere (1980-presente)
- Glenn Gregory - voce (1980-presente)
- Billie Godfrey - vocalist (2007-presente)

### Ex componenti
- Ian Craig Marsh - tastiere (1980-2008)

## Discografia

### Album in studio
- 1981 – Penthouse and Pavement (Virgin Records)
- 1983 – The Luxury Gap (Virgin Records)
- 1984 – How Men Are (Virgin Records)
- 1986 – Pleasure One (Virgin Records)
- 1988 – Teddy Bear, Duke & Psycho (Virgin Records)
- 1996 – Bigger Than America (Anzilotti & Munzing/WEA)
- 2005 – Before After (Ninthwave Records)
- 2008 – Naked as Advertised (Just Records)